# Институт земного магнетизма, ионосферы и распространения радиоволн имени Н. В. Пушкова РАН
Институт земного магнетизма, ионосферы и распространения радиоволн им. Н. В. Пушкова Российской академии наук (ИЗМИРАН) — научный институт РАН, головное отделение которого расположено в Троицке, Москва.
Назван в честь Николая Васильевича Пушкова.

## История
Институт был основан в 1939 году как Научно-исследовательский Институт земного магнетизма (НИИЗМ) на базе Павловской (Слуцкой) магнитной обсерватории в Павловске. Начал свою работу в январе 1940 года. Во время блокады Ленинграда некоторое время работал в городе, зимой 1941/1942 г. был эвакуирован в Свердловскую область. Во время войны деятельность института была ориентирована на удовлетворение нужд армии по прогнозированию явлений в верхней атмосфере, обеспечению магнитных карт важных воздушных линий сообщения.
К 1946 году институт полностью вернулся из эвакуации в подмосковный Троицк, некоторые подразделения вернулись в Ленинград и на базе них было сформировано Ленинградское отделение института. С 1946 по 1950 годы ведётся строительство новых корпусов института в Троицке, расширяется номенклатура проводимых исследований. В начале 1950-х институт продолжает расширение, осваивая регистрацию космических лучей и морскую магнитометрию. Открываются отделение института в Мурманске, станции в Иркутске и Свердловске.
В 1956 году институт реформируют в Научно-исследовательский институт земного магнетизма, ионосферы и распространения радиоволн (НИЗМИР) при министерстве связи СССР. Активизируется изучение радиосвязи и распространения радиоволн различных диапазонов. Институт начинает участвовать в работе Советской Антарктической экспедиции, в том числе в исследованиях так называемого полюса холода близ станции Восток.
С 1958 года институт участвует в советской космической программе — уже на третьем спутнике, запущенном СССР, присутствовала аппаратура для измерения магнитных полей, разработанная в институте.
19 марта 1959 года после очередной реформы институт получает современное название (ИЗМИРАН) и переходит в ведение Академии наук СССР. Продолжается расширение сети магнито-ионосферных лабораторий и станций, активно развивается внеземная магнитометрия — приборы, разработанные в институте, неоднократно работали на Луне, в рамках советской лунной программы.
В 1960 году Мурманское отделение ИЗМИРАН преобразуется в Полярный геофизический институт. В 1960-х институт активно участвует в международных программах исследования Солнца, расширяются космические программы института — установленный на станции Венера-1 магнитометр впервые измеряет магнитное поле иной планеты. Институт принимает деятельное участие в программах исследования плазмы, а также в работе советских дрейфующих станций «Северный полюс». В 1965 году образована Калининградская Комплексная магнитно-ионосферная обсерватория (КМИО), впоследствии вошедшая в состав Западного отделения ИЗМИРАН. Создаётся сеть станций космических лучей.
За 1970-е годы ИЗМИРАН продолжал расширение исследований, особенно в области космоса. На космических станциях программы Марс постоянно устанавливаются приборы для изучения магнитного поля Марса, продолжаются исследования Луны и Венеры. В ходе программы Союз-Аполлон проведены наблюдения солнечной короны.
В 1980-х институт расширяет международное сотрудничество, проводя совместные исследовательские программы с учёными Франции, Болгарии, Чехословакии и США. Приборы ИЗМИРАНа устанавливаются на орбитальные станции Салют и Мир, а также аппараты Вега. К 1989 году общая численность сотрудников института достигает 1200 человек.
В 1990-х годах институт участвует в программах изучения ионосферно-магнитосферных взаимодействий «Активный» и «АПЭКС», околоземных наблюдений Солнца КОРОНАС, а также международном проекте по изучению взаимодействия солнечного ветра с магнитосферой Земли Интербол. В связи с сокращением финансирования ликвидируется Архангельское отделение, вместо него создаётся выносной экспедиционный субавроральный пункт «Карпогоры».
В 2000-х годах продолжается работа в космосе, в частности, на борту Международной космической станции, изучение Солнца и его гелиосферы.

### Директора
- 1939—1944 — Н. В. Пушков — первый директор Научно-исследовательского института земного магнетизма (НИИЗМ) на базе Павловской (Слуцкой) магнитной обсерватории;
- 1944—1969 — Н. В. Пушков — первый директор и создатель ИЗМИРАН в г. Троицке;
- 1969—1989 — В. В. Мигулин;
- 1989—2003 — В. Н. Ораевский;
- 2003—2004 — В. Д. Кузнецов — и. о. директора;
- 2004—2024 — В. Д. Кузнецов
- с 2024.09.24 — А. А. Абунин

## Исследовательские инструменты на базе ИЗМИРАН
- Нейтронный монитор — первый в СССР азимутальный телескоп космических лучей (Нейтронная станция) 1955 год[6]
- Два солнечных оптических телескопа:

- горизонтальный солнечный телескоп был установлен в 1943 году (вывезен из Киева);
- в 1959 году под руководством Э. И. Могилевского разработан и построен Башенный Солнечный Телескоп ИЗМИРАН (в то время один из крупнейших в мире).

- Радиотелескоп Солнечный[7][8]
- Прибор для исследования ионосферы[9]
- Прибор для получения геомагнитных данных[10]
- Вариация космических лучей и изучение их морфологии — счетчики Гейгера-Мюллера, представляющие собой телескоп космических лучей (с 1944 года)

## Структура института

### Территориальная структура
Институт имеет несколько отделений в России, осуществляющих во многом независимую научно-исследовательскую деятельность. На сегодняшний день в составе института функционируют следующие территориальные отделения и филиалы:
- Головное отделение ИЗМИРАН — находится в городе Троицке. В ведении этого отделения находится магнитная обсерватория «Москва».

- Санкт-Петербургский филиал ИЗМИРАН. Кроме самого филиала, к нему относится магнитно-ионосферная обсерватория «Воейково», расположенная в одноимённом посёлке Ленинградской области, магнитная станция «Красное озеро» (посёлок Лебедевка), а также геофизическая станция «Лехта» (Республика Карелия, село Лехта).

- Западное отделение (филиал) ИЗМИРАН — расположено в Калининграде, с 1975 по 2018 годы в здании капеллы Святого Адальберта, сейчас в здании Института океанологии на ул. Пионерской, 61. К нему же относится магнитно-ионосферная обсерватория «Ладушкин» в посёлке Ульяновка близ города Ладушкина.

- Владикавказское отделение (филиал) ИЗМИРАН (г. Владикавказ).
- Выносной экспедиционный субавроральный пункт «Карпогоры», расположенный в деревне Ваймуша Архангельской области.[12]

### Службы ИЗМИРАН
- Мониторинг окружающей среды
- Прогноз солнечной активности
- Прогноз геомагнитной активности и космической погоды
- Зондирование ионосферы
- Ионосферная погода

## Направления научных исследований
- Магнетизм Земли и планет
- Ионосфера и распространение радиоволн
- Солнечно-Земная физика
- Вариации космических лучей
- Информационно-вычислительный центр
- Центр прогнозов космической погоды
- Научно-образовательный центр

## Проекты ИЗМИРАН
Искусственные спутники Земли:
- КОРОНАС-И, КОРОНАС-Ф, Коронас-Фотон (эксперимент «Сокол») — Комплексные ОРбитальные Околоземные Наблюдения Активности Солнца (эксперимент завершён)
- КОМПАС — Complex Orbital Magneto-Plasma Autonomous Small Satellite
- ИНТЕРГЕЛИОЗОНД
- ИНТЕРКОСМОС-19 (Космос-1809) — исследование ионосферной структуры и электромагнитных процессов в ней (эксперимент завершён)
- ПРОГНОЗ — серия спутников, исследовавших  магнитосферу
- АПЭКС (APEX) — Active Plasma Experiments